# Drepanomenia
Drepanomenia is een geslacht van wormmollusken uit de  familie van de Drepanomeniidae .

## Soorten
- Drepanomenia incrustata (Koren & Danielssen, 1877)
- Drepanomenia perticata Salvini-Plawen, 1978
- Drepanomenia pontisquamata Salvini-Plawen, 2004
- Drepanomenia tenuitecta Salvini-Plawen, 2004
- Drepanomenia vampyrella (Heath, 1905)